# Bauer Oszkár
Bauer Oszkár (Budapest, 1903. július 21. – Budapest, 1932. szeptember 13.) sütőmunkás, pártmunkás.

## Élete
Édesanyja Ábráhám Ilona volt. Kezdetben napszámosként, később pedig péksegédként dolgozott.  1930. szeptember 5-én, majd 1931. december 11-én letartóztatták, röpiratterjesztés és kommunista tüntetésben való részvétel miatt. 1932. szeptember 10-én részt vett egy – Karikás Frigyes megmentéséért folytatott – tüntetésen, ahol egy rendőr halálosan megsebesítette. Egyes források szerint ő vitte a vörös zászlót a menetben, más forrás viszont cáfolja ezt. Az utóbbi álláspontot Erdős László erősíti, aki részt vett a tüntetésen. A történtekről később így írt: 
... egy lány, [...] ajánlotta, hogy [...] készít vörös selyemből egy kis zászlót, s azt az egyik fiú vigye a tüntetésen. Nekem nagyon tetszett az indítványa. Annyira, hogy alighanem ennek is része volt a fegyelmezetlenségemben: elmentem a tüntetésre, kerülve minden feltűnést. [...] a Reitter Ferenc utcáról átfordultunk a Szent László útra, szembe jött velünk egy kerékpáros rendőr: Németh 12. János őrmester. Egyedül volt, az élen járók nem ijedtek meg tőle, mentek tovább. Ekkor ő letette fél lábát a földre, előhúzta revolverét, és az elvtársakra lőtt. A zászlóvivő mellett haladó Bauer Oszkár péksegédet találta el, aki azonnal összeesett, később, kórházba szállítás közben meg is halt. A többiek egyetlen ordítással a gyilkosra rohantak, aki nem merte még egyszer elsütni a fegyverét, hanem nyergébe billenve menekülni próbált. Aligha sikerült volna neki, de szerencséjére a szó szoros értelmében ebben a percben ért oda - szemközt jőve - a riadókocsi, és megmentette az életét. Az elvtársaknak menekülni kellett. Néhányan megpróbálták az áldozatot felemelni és elvinni, de már erre sem volt idő. [...]

Hogy az áldozatot Bauer Oszkárnak hívták, és a foglalkozása péksegéd, azt az újságok írták meg másnap. Zászlóvivővé a rendőrség léptette elő, hogy Németh 12. őrmester dicsőségét növelje, s a gyilkosság keltette felháborodást csökkentse általa. Azt az elvtársak mondták el, hogy KIMSZ-tag sem volt még, csak szimpatizáns, s hogy néhány hete kezdtek foglalkozni a nevelésével. Élete első illegális megmozdulásán zuhant a halálba - vagy inkább a halhatatlanságba.

A korabeli baloldali sajtó a tüntetés után intenzíven kezdett foglalkozni az üggyel. Sorra jelentek meg a lapokban:  
a KIMSZ által szervezett egyik tüntetés alkalmával, a rendőrök agyonlőtték Bauer Oszkárt, a Kommunista Ifjúmunkás Szövetség, egyik bátor harcosát. A magyar ifjúmunkásmozgalom felvette a harcot a fasizmus előretörése ellen.
A magyar proletariátus forradalmi harcának Sallai és Fürst után újabb áldozata van: Bauer Oszkár. Rendőrgolyó terítette le a lábáról. mint az 1930 szeptember 1-i vértanú társát. A forradalmi tüntetés áldozata. Akkor oltotta ki gyilkos rendőrgolyó harcos proletár életét, mikor Angyalföld proletárjainak a Szent László-út környékén fölhangzottak a tüntető munkástömegek »munkát, kenyeret«, »le a statáriummal«, »le a fasizmussal« harci jelszavai. Harc közben esett el. A proletariátus felszabadításáért vívott harc áldozata. Bauer Oszkár pékmunkás típusa volt az öntudatos, harcos, kemény proletároknak, akik nem a szájukkal harcolnak és cselekednek, hanem bátorságukkal, harckészségükkel példát mutatnak minden proletárnak, akik elöl járnak a harcban és ha kell, életüket is áldozzák a proletárszabadságért, a proletárdiktatúráért.